# Joseph Steib
Joseph Augustin Steib,  (* 26. Juli 1898 in Mulhouse, Elsass, Frankreich; † 30. Januar 1966 in Brunstatt, Frankreich) war ein französischer Maler. Bekannt wurde er durch sein Werk Salon des rêves.

## Biografie
Joseph Steib wurde 1898 in Mulhouse geboren. Er besuchte die Kunstschule in Mulhouse von 1925 bis 1926. Vor dem Krieg erarbeitete er sich einen Ruf als Maler von Miniaturen. In den 1930er Jahren nahm er an dem Salon des Artistes Français in Paris regelmäßig teil.
Hauptberuflich arbeitete er für die Gewässerverwaltung der Stadt Mulhouse. Er litt unter Epilepsie, deshalb ging er 1943 in den Vorruhestand.
Sein Hauptwerk stellen die 57 Bilder des während des Zweiten Weltkriegs gemalten Zyklus Salon des rêves (Salon der Träume), dar.
Die Bilder versteckte er in seiner Wohnung und später in seinem Haus in Brunstatt, wegen des Risikos. Die Bilder wurden nach dem Tod seiner Witwe Rosa, 1981, verschenkt oder verkauft.
Joseph Steib starb 1966 in Brunstatt und wurde vollständig von seinen Zeitgenossen vergessen. Seine Bilder wurden erst vor kurzem wiederentdeckt und ausgestellt.

## Ausstellungen
- 1945: "Salon des rêves" in Brunstatt
- 1997: "Joseph Steib", Sammlung Zander[5]
- 2006: Le Salon des Rêves, Musée d’Art Moderne et Contemporain de Strasbourg, (mit einem Text von Georges Sebbag, "Die magische Kunst von Joseph Steib")
- 2012: L’Art en guerre, France 1938–1947, im Musée d’art moderne de la Ville de Paris
- 2013: "L’art en guerre. France, 1938–1947, From Picasso to Dubuffet", Guggenheim-Museum Bilbao[6]
- 2014: Das Bild "Le Conquérant" (Hitler als Eroberer) wird vom Musée d’art moderne de la Ville de Paris erworben und ist seitdem Bestandteil der permanenten Ausstellung

## Publikationen
- Dichter Claudia: Joseph Steib; Kunstkatalog aus der Edition Charlotte Zander, 1997; ISBN 3-926318-26-0
- Petry Francois; Joseph Steib – Maler des ' Salon der Träume'; Verlag: Belleville; 1999; ISBN 3-933510-43-0
- Guigon Emmanuel: Joseph Steib: Le salon des rêves; Herausgeber: Editions des Musées de Strasbourg; 2006; ISBN 978-2-35125-033-4
- Petry Francois, Hergott Fabrice: Joseph Steib "le salon des rêves "; Herausgeber: Place Victoires/NuéeBleue; 2015; ISBN 2-8099-1282-3
- Pesenti Marie, Gallwitz Klaus, Roob Alexander Hergott Fabrice: "Hitler in der Hölle: Das Vermächtnis des Malers Joseph Steib"; 26 Minuten Dokumentation; Arte, zuletzt gezeigt am 21. Mai 2017